# ザラエノハラタケ
ザラエノハラタケ（粗柄原茸・粗豪柄ノ原茸、学名: Agaricus subrutilescens）は、ハラタケ科ハラタケ属の中型から大型のキノコ（菌類）。食用菌ともいわれるが、毒キノコとして扱われることも多い。黒紫褐色の細かな鱗片がついた傘に、綿クズ状のささくれが目立つ白い柄と大きなツバが特徴。

## 分布・生態
日本（本州）と北アメリカ西部に分布する。
落葉を分解する落葉分解菌（腐生菌、腐生性）。晩夏から秋にかけて、雑木林や竹林などの各種林内や林縁、とくにマツなど針葉樹が混ざった混生林の地上に群生または散生する。

## 形態
子実体は傘と柄からなる。傘の径は5 - 20センチメートル (cm) 。最初は半球形、のちに丸山形、中央が平らなまんじゅう形から平らに開く。傘表面は地肌が白色から淡紅色、最初は一様に帯紫褐色の繊維で密に覆われているが、傘が開いて大きくなるにつれて中央部以外の表皮が裂けてささくれ状の細かい鱗片となり、裂けた隙間から白色からピンク色の地肌が現われる。中央部は暗紫色で鱗片をつくらない。傘裏のヒダの色は変化が大きく、最初は白色、のちにピンク色（鮭肉色）で、成熟すると黒褐色になる。ヒダの配列は密で、柄に対して隔生する。
柄は太く、長さ8 - 20 cm、頂部の太さは1 - 2 cmで、根元は膨らむ。表面は白色でツバより上部はのちにピンク色（淡紅色）を帯び、比較的大きな膜質のツバがつく。ツバより下方は白色の綿クズ状の顕著なささくれが目立つ。ツバは膜質で大型、下面に綿クズ状の鱗片を付着させる。肉はやや厚く、白色だが、傷つくと淡紅色（淡セピア色）に変色する。また成熟すると紫褐色を帯びてくる。
担子胞子は5.5 - 6.5 × 3 - 3.5マイクロメートル (μm) の楕円形で、暗視褐色。胞子紋は暗褐色。本菌の傘の表面は水酸化カリウム液で緑変するのが特徴である。

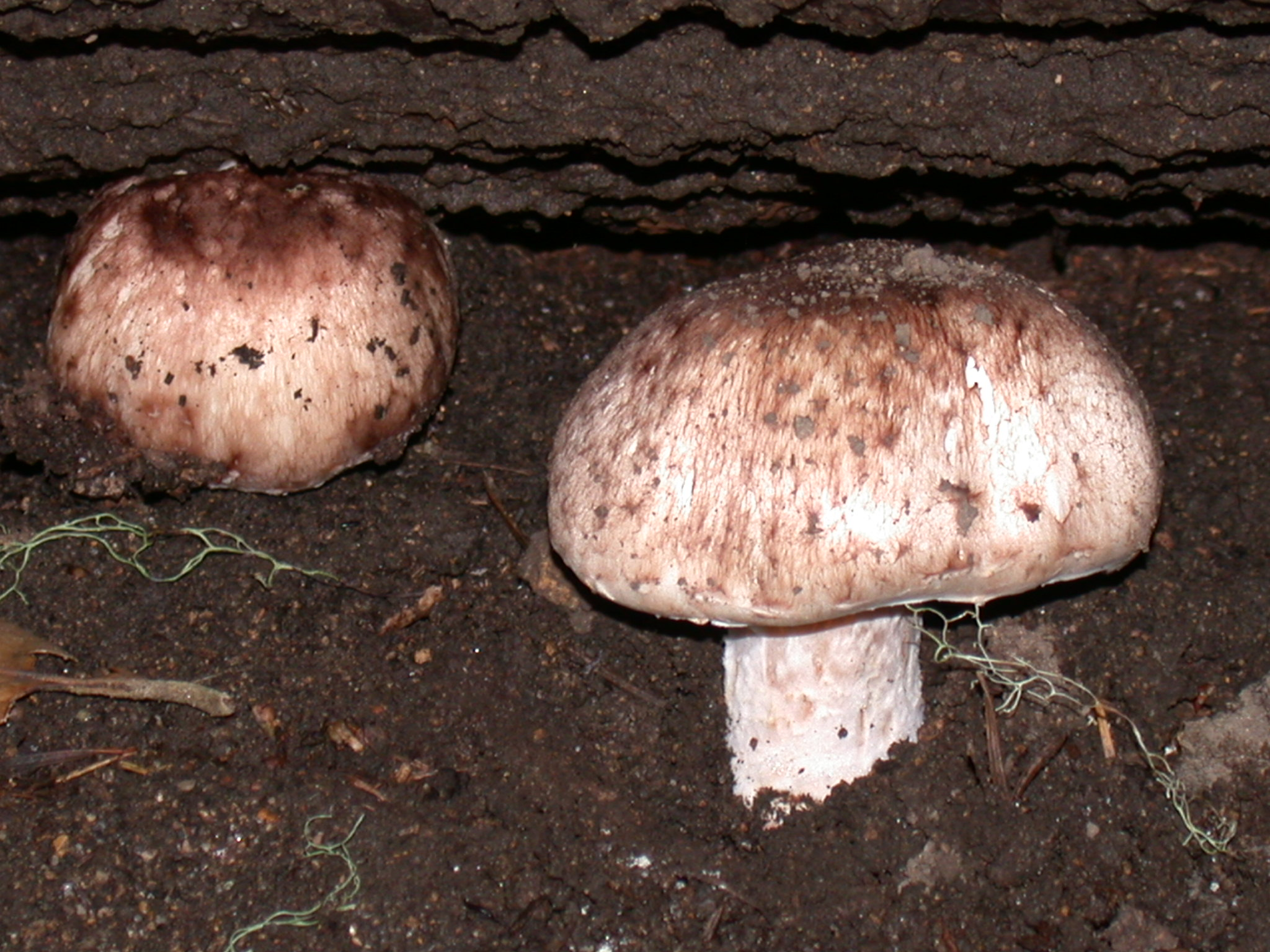
幼菌
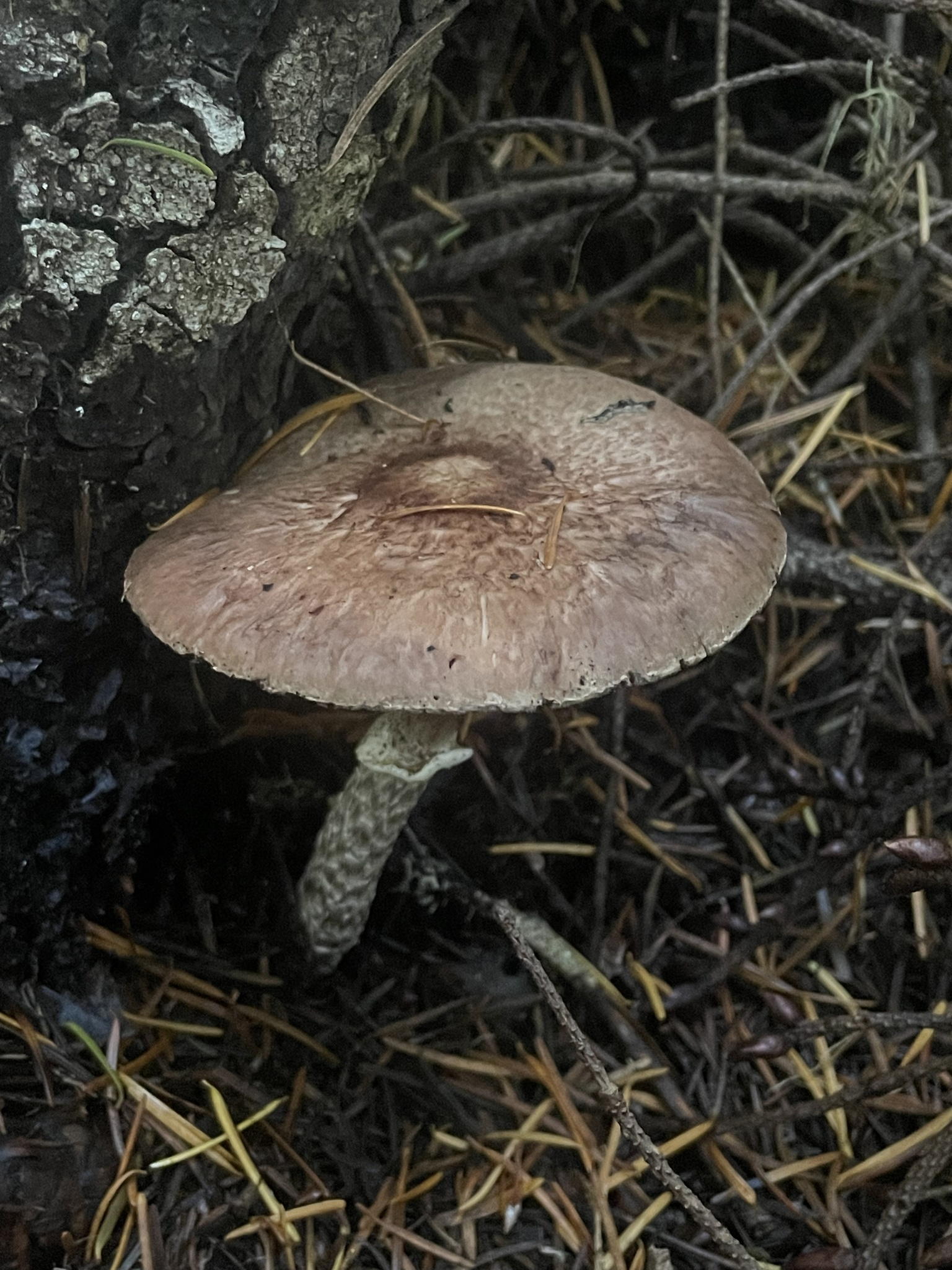
傘が開いた成菌
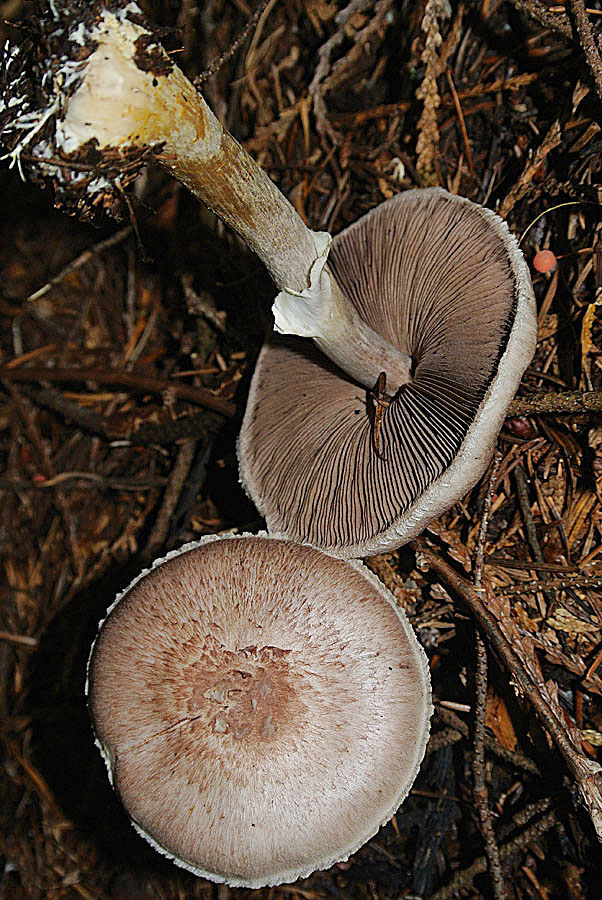
ヒダは成熟すると黒褐色になる

## 似ているキノコ
よく似ているキノコにカラカサタケ（Macrolepiota procera）、マントカラカサタケ（Macrolepiota detersa）などがあり、いずれも生食以外で食用できるキノコで知られる。カラカサタケは草むらなどに生える大型のキノコで、傘は地肌が淡灰褐色で褐色の鱗片がつき、海綿質で弾力があり、柄の鱗片はだんだら模様でツバはリング状である。マントカラカサタケは、傘の地色は白色で、柄の鱗片は微細でツバは膜質で垂れ下がる。似ているキノコのナカグロモリノカサ（Agaricus moelleri、ハラタケ科）は、柄にささくれがない。

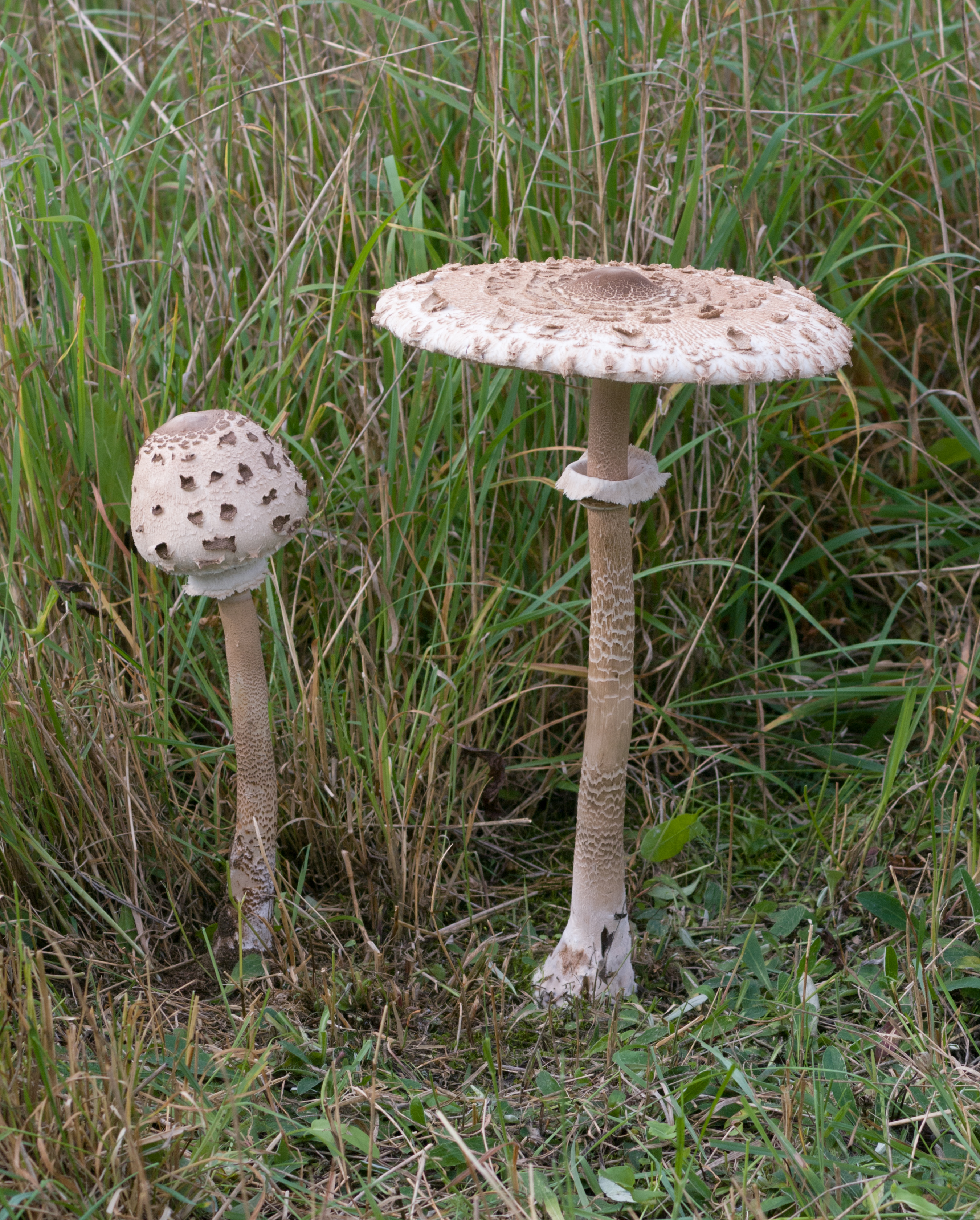
参考：カラカサタケ（Macrolepiota procera）
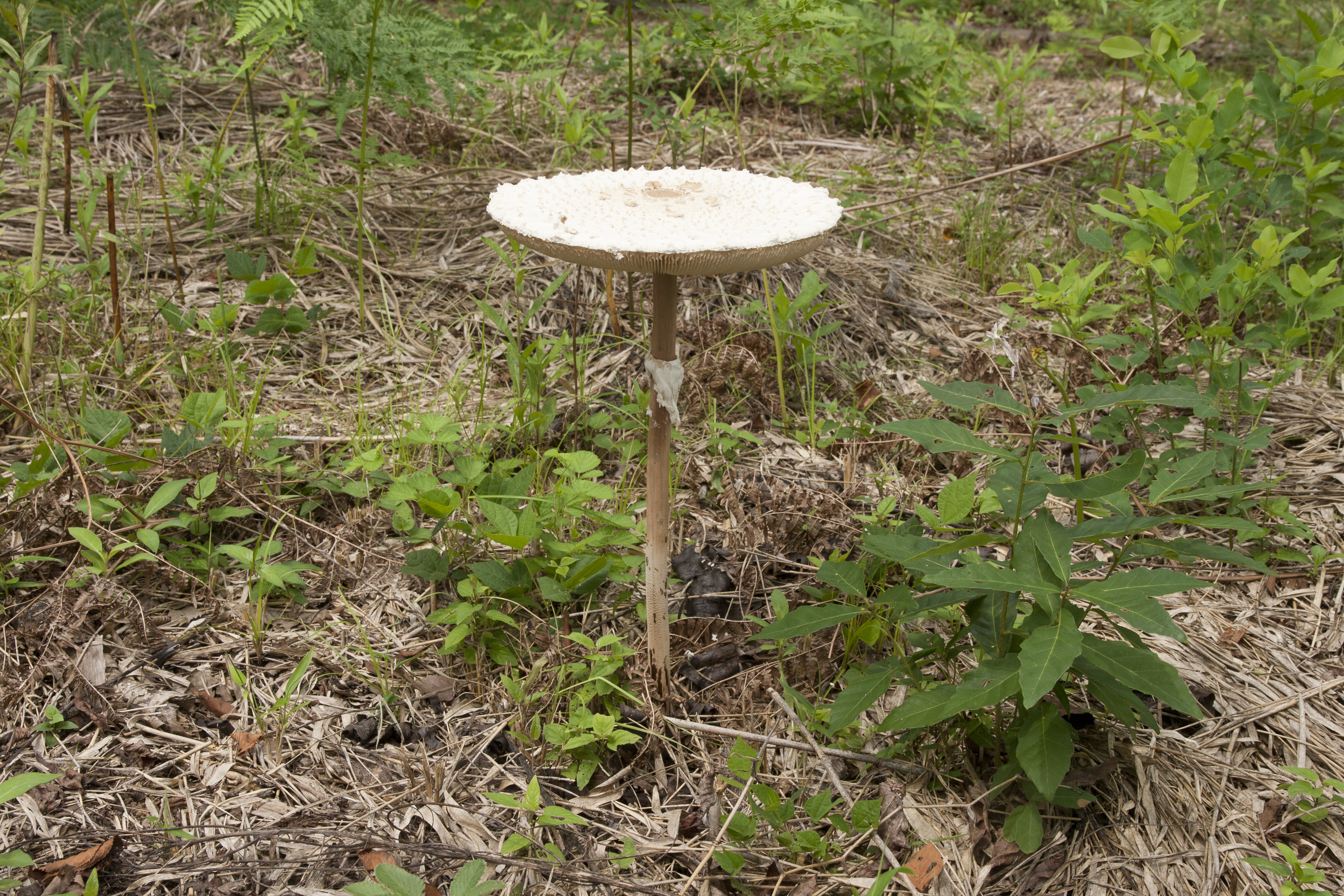
参考：マントカラカサタケ（Macrolepiota detersa）
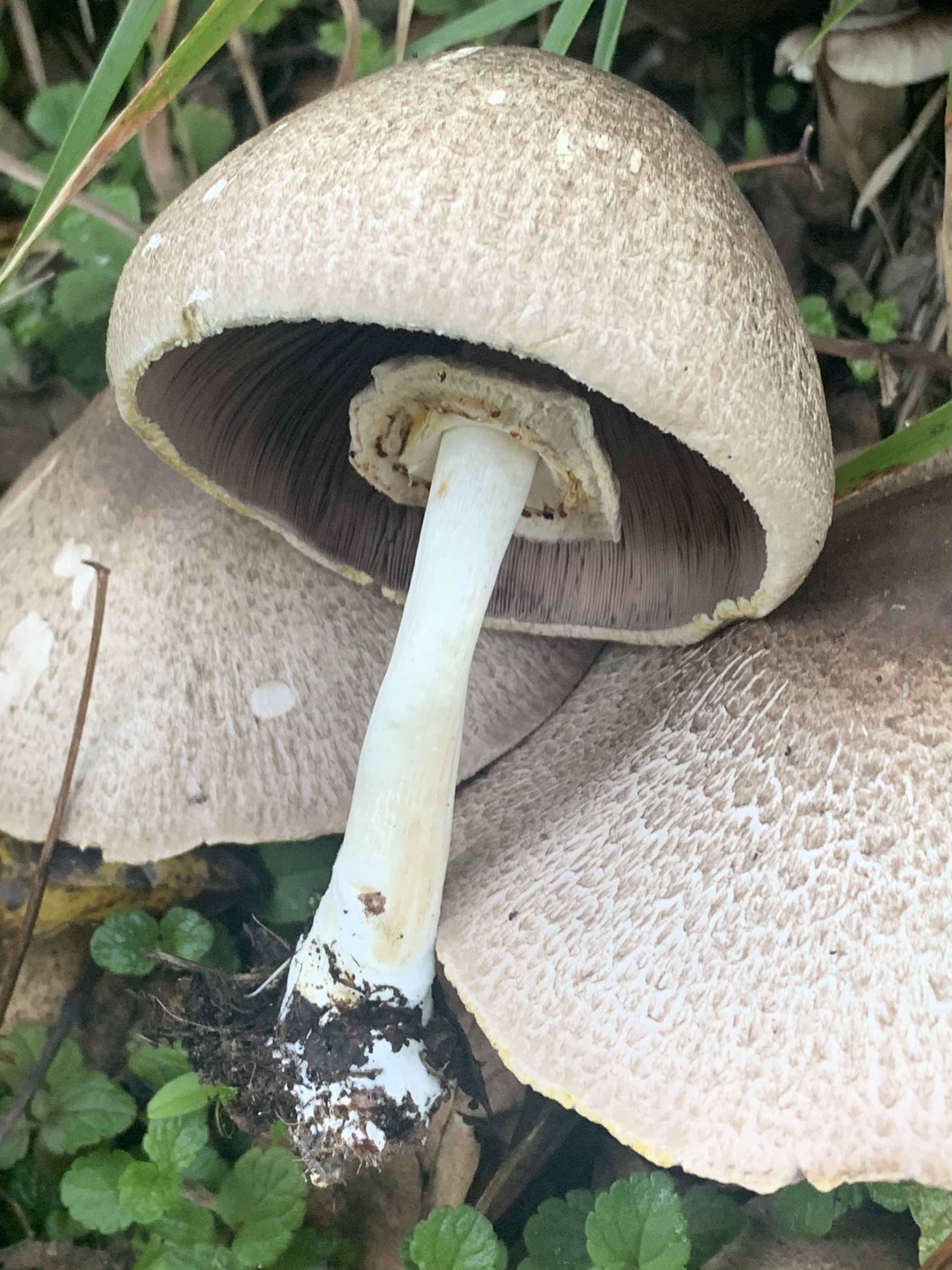
参考：ナカグロモリノカサ（Agaricus moelleri）

## 食用と毒性
食用菌ともいわれているが、人によっては強い胃痛など胃腸系の中毒を引き起こすことが知られているので過食には注意が必要である。食べると消化器に障害を及ぼすという意見や、食しても問題ないと紹介されているケースもあり、意見は定まっていないのが実情である。食べるときは、湯がいて下処理したあと、バター炒め、鉄板焼き、すき焼き、けんちん汁などに合うとされる。
毒成分は不明とされるが、その他の化合物としてはα-アミノ-γ-ニトラミノ酪酸などのニトロアミノ基をもつアミノ酸が検出されている。